# Greva tipografilor din București
Greva tipografilor din București a fost o grevă muncitorească din București. Greva a început pe 6/19 decembrie 1918, când tipografii din oraș au inițiat o grevă pentru salarii mai mari, ziua de muncă de 8 ore, și recunoașterea sindicatelor. Muncitorii aflați în grevă au anunțat un al doilea protest în săptămâna următoare, și pe 13 decembrie/26 decembrie, li s-au alăturat numeroase grupări de stânga, care au cerut abolirea monarhiei. Se estimează că mai mult de 15.000 de oameni au participat la manifestații pe 13 decembrie. Greva a fost înăbușită violent de către autoritățile române, represiunea soldându-se cu moartea și rănirea a zeci de muncitori, bilanțul morților fiind disputat.

## Context
Ca urmare a sfârșitului Primului Război Mondial și al Revoluției Bolșevice din Rusia, mai multe țări din Europa s-au trezit cu revolte comuniste. În jur de 700.000 de români militari și civili fuseseră omorâți în timpul războiului.
În plus, condițiile de muncă în rândul populației urbane erau precare la acea vreme: lucrau și copii de până la șase ani, iar zilele de lucru se încadrau între 12 și 16 ore pe zi. Protestele anterioare din timpul Primului Război Mondial fuseseră suprimate violent deoarece guvernul acționa cu puteri sporite conferite de starea de urgență. Grupările de stânga au început să se facă din ce în ce mai vizibile, iar tipografii imprimau multe materiale de stânga.
Când Ferdinand I s-a întors din exil la 1/14 decembrie 1918, 6.000 de muncitori feroviari au intrat în grevă la București. Pe 3 decembrie/16 decembrie, 5.000 de funcționari publici au intrat în grevă.

## Evenimente
Pe 6/19 decembrie 1918, tipografii din orașul București intraseră în grevă, cerând salarii mai mari, o zi de muncă de 8 ore și recunoașterea sindicatului lor. În timpul acestei greve, protestatarii au anunțat un al doilea protest în vinerea următoare. Pe 13/26, protestatarii au defilat pe Calea Victoriei, lângă Palatul Regal. Protestatarii au abordat apoi un general al armatei, cerându-i permisiunea de a protesta, lucru pe care militarii nu l-au aprobat. Armata a început apoi să împuște protestatarii cu patru mitraliere. Un oficial militar a remarcat că, la acea vreme, astfel de trageri erau împotriva reglementărilor impuse armatei, care impuneau ca un procuror militar să fie prezent pentru a le aproba și că îndrumările indicau că mai întâi trebuia să fie trase focuri de avertizare.

## Urmări și bilanțul morților
Inițial, guvernul a raportat un număr scăzut de morți, cu cifre variind de la 6 la 16 greviști care au fost uciși, dar în timpul regimului comunist, presa oficială a afirmat că 87 sau 102 de greviști ar fi fost uciși.
Organizatorul socialist Ion Frimu s-a numărat printre cei răniți de ofițerii militari și a murit din cauza rănilor sale câteva săptămâni mai târziu. Alte personalități marcante care au fost arestate la marș au fost Alecu Constantinescu și Alexandru Bogdan. Constantin Titel Petrescu și N. D. Cocea au fost unii dintre avocații care i-au apărat pe cei arestați.

## Memoria
În timpul regimului comunist, ziua de 13 decembrie a devenit zi de sărbătoare, cunoscută ca „Ziua Tipografilor”.
Ion Frimu a fost reînhumat în Parcul Libertății (astăzi Parcul Carol), alături de alte personalități  iar la locul protestului au fost construite o statuie comemorativă și o placă.
După căderea regimului comunist, Frimu a fost reînhumat din nou în Cimitirul Sfânta Vineri, mormântul său fiind marcat cu un stâlp roșu.
Una dintre străzile pe care au defilat protestatarii, strada Ion Câmpineanu, a primit numele de Strada 13 Decembrie 1918, dar a revenit la denumirea de strada Ion Câmpineanu după căderea Republicii Socialiste România.